# Grecja na Zimowych Igrzyskach Olimpijskich 1994
Grecję na Zimowych Igrzyskach Olimpijskich 1994 reprezentowało 9. zawodników: siedmiu mężczyzn i dwie kobiety. Był to 13 start reprezentacji Grecji na zimowych igrzyskach olimpijskich.

## Skład reprezentacji

### Biathlon
| Zawodnik             | Wiek (w czasie igrzysk) | Konkurencja                | Czas      | Chybienia | Miejsce |
| -------------------- | ----------------------- | -------------------------- | --------- | --------- | ------- |
| Mężczyźni            |                         |                            |           |           |         |
| Athanassios Tsakiris | 29                      | Sprint 10 km               | 32:21.5   | 3         | 56      |
| Athanassios Tsakiris | 29                      | Bieg indywidualny na 20 km | 1:01:51.7 | 1         | 37      |

### Biegi narciarskie
| Mężczyźni          |    |                                 |               |               |
| Nikos Anastasiadis | 27 | Bieg na 10 km stylem klasycznym | 31:00.3       | 86            |
| Nikos Anastasiadis | 27 | Bieg pościgowy na 15 km         | 51:23,9       | 73            |
| Nikos Anastasiadis | 27 | Bieg na 30 km stylem dowolnym   | 1:30:54.7     | 68            |
| Nikos Kalofiris    | 23 | Bieg na 10 km stylem klasycznym | 31:00.3       | 86            |
| Nikos Kalofiris    | 23 | Bieg pościgowy na 15 km         | Nie dokończył | Nie dokończył |
| Nikos Kalofiris    | 23 | Bieg na 30 km stylem dowolnym   | 1:36:30.5     | 70            |
| Christos Titas     | 25 | Bieg na 10 km stylem klasycznym | 30:37.0       | 83            |
| Christos Titas     | 25 | Bieg na 30 km stylem dowolnym   | 1:36:41.5     | 71            |

### Bobsleje
| Zawodnik              | Wiek (w czasie igrzysk) | Konkurencja     | 1. przejazd | 2. przejazd | 3. przejazd | 4. przejazd | Suma    | Suma    |
| Zawodnik              | Wiek (w czasie igrzysk) | Konkurencja     | 1. przejazd | 2. przejazd | 3. przejazd | 4. przejazd | Czas    | Miejsce |
| --------------------- | ----------------------- | --------------- | ----------- | ----------- | ----------- | ----------- | ------- | ------- |
| Mężczyźni             |                         |                 |             |             |             |             |         |         |
| Greg Sebald           | 30                      | Dwójki mężczyzn | 54.83       | 54.83       | 55.03       | 54.71       | 3:39.40 | 34      |
| Christopoulos Marinos | 28                      | Dwójki mężczyzn | 54.83       | 54.83       | 55.03       | 54.71       | 3:39.40 | 34      |

### Narciarstwo alpejskie
| Zawodnik       | Wiek (w czasie igrzysk) | Konkurencja   | Zjazd 1. | Zjazd 2.      | Suma | Miejsce |
| -------------- | ----------------------- | ------------- | -------- | ------------- | ---- | ------- |
| Kobiety        |                         |               |          |               |      |         |
| Thomai Lefousi | 22                      | Slalom kobiet | 1:12.16  | Nie ukończyła | -    | -       |

### Saneczkarstwo
| Mężczyźni    |    |                  |          |        |        |        |          |    |
| Spyros Pinas | 20 | Jedynki mężczyzn | 51.996   | 52.170 | 51.782 | 51.864 | 3:27.812 | 24 |
| Kobiety      |    |                  |          |        |        |        |          |    |
| Greta Sebald | 28 | Jedynki kobiet   | 1:43.585 | 50.824 | 49.777 | 49.955 | 4:14.141 | 24 |